# Собор Святого Иоанна Крестителя (Эдмонтон)

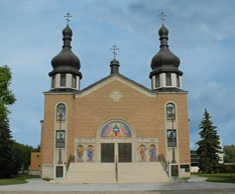
Собор святого Иоанна Крестителя, Эдмонтон, Канада

Собор святого Иоанна Крестителя (англ. St. John Cathedral) — православная церковь, находящаяся в городе Эдмонтон, провинция Альберта, Канада. Церковь святого Иоанна Крестителя является кафедральным собором Западной епархии Украинской православной церкви в Канаде.
При церкви действует культурный центр, открытый в 1965 году. Культурный центр был создан для удовлетворения культурных потребностей и объединения украинской диаспоры Эдмонтона.